# Ogee
Pour les articles homonymes, voir Guichard.
Océane Guichard, dite Ogee, née le 4 juillet 2003, est une chanteuse et influenceuse française.
Elle est connue pour avoir participé à la saison 6 de l'émission de télévision The Voice Kids en 2019, où elle a été découverte, et pour avoir plus de 2 millions d'abonnés sur TikTok.

## Biographie
Océane Guichard naît le 4 juillet 2003 à Chesnay. Elle est originaire du Vésinet. Elle est d'origine guadeloupéenne par son père et hongroise par sa mère.

### Origine du mononyme
« Ogee » fait référence aux initiales de son patronyme, accompagné d'une « sonorité américaine »,.

## Discographie

### Singles
- 2020 : Trickshot
- 2020 : On My Way
- 2021 : La Favorite
- 2021 : Sors de ma tête
- 2021 : J'ai encore rêver de toi
- 2021 : Valse de printemps
- 2021 : Je ne te laisserai pas les voir
- 2021 : Maman
- 2021 : Sans retour
- 2021 : Une dernière fois
- 2021 : Toxique
- 2021 : Tout c'que j'veux

### Album
- 2022 : Spectre

### EP
- 2022 : Black Snow

## Filmographie
Sauf indication contraire, les informations mentionnées dans cette section peuvent être confirmées par la base de données cinématographiques IMDb,  présente dans la section « Liens externes ».
- 2021 : Léo Matteï, brigade des mineurs (2 épisodes)

## Émissions de télévision
- 2019 : The Voice Kids (TF1), Saison 6 de The Voice Kids[6],[2],[7]
- 2021 : The Voice (TF1), Saison All Stars de The Voice

## Distinctions
| Année | Récompenses  | Catégories | Nomination | Résultat   | Ref(s) |
| ----- | ------------ | ---------- | ---------- | ---------- | ------ |
| 2022  | ForYouAwards | Musique    | Elle-même  | Nomination |        |